# Pristimera tabascensis
Pristimera tabascensis är en benvedsväxtart som först beskrevs av Lundell, och fick sitt nu gällande namn av Lundell. Pristimera tabascensis ingår i släktet Pristimera och familjen Celastraceae. Inga underarter finns listade.